# Pseudothosea albisignata
Pseudothosea albisignata är en fjärilsart som beskrevs av Antonius Johannes Theodorus Janse 1964. Pseudothosea albisignata ingår i släktet Pseudothosea och familjen snigelspinnare. Inga underarter finns listade i Catalogue of Life.